# Детројт (Алабама)
Детројт (енгл. Detroit) град је у америчкој савезној држави Алабама. По попису становништва из 2010. у њему је живело 237 становника.

## Демографија
Према попису становништва из 2010. у граду је живело 237 становника, што је 10 (4,0%) становника мање него 2000. године.
| Група             | 2000.       | 2010.       |
| Белци             | 196 (79,4%) | 196 (82,7%) |
| Афроамериканци    | 51 (20,6%)  | 33 (13,9%)  |
| Азијати           | 0 (0,0%)    | 0 (0,0%)    |
| Хиспаноамериканци | 0 (0,0%)    | 1 (0,4%)    |
| Укупно            | 247         | 237         |